# Anna Komnene

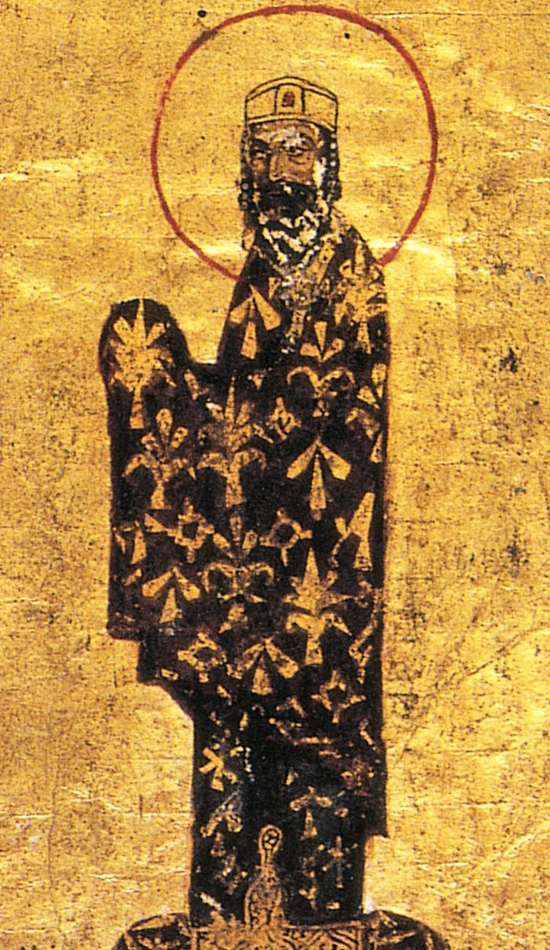
Anna's vader, Keizer Alexios I Komnenos
(12e eeuw), uit Grieks manuscript Vat.gr.666, Vaticaanse Bibliotheek

Anna Komnene (Grieks: Άννα Κομνηνή, Anna Komnēnē, ook wel verlatijnd als Anna Comnena) (Constantinopel, 2 december 1083 — aldaar, 1153) was de oudste dochter van de Byzantijnse keizer Alexios I Komnenos (1048-1118). Zij schreef een sterk persoonlijk gekleurde biografie van haar vader, Alexiade. Dit boek geeft een belangrijk inzicht in de Byzantijnse wereld, mede door de achtergrondkennis waarover de schrijfster beschikte, waardoor ze gezien wordt als de eerste vrouwelijke geschiedschrijver.

## Biografie
Anna Comnena werd geboren in het keizerlijk paleis te Constantinopel en kreeg, zoals het een Byzantijnse prinses paste, een verzorgde opleiding in de Griekse klassieke literatuur, geschiedenis, mythologie en wijsbegeerte. Al op jeugdige leeftijd zag men haar als de potentiële opvolger van haar vader, maar na de geboorte van een jongere broer Johannes was haar kans verkeken. Anna weigerde echter zich daarbij neer te leggen. Zij werd uitgehuwelijkt aan Nikephoros Bryennios, de zoon van een vroegere troonpretendent, een bekwaam militair en net als zij zelf een groot intellectueel. Samen maakten zij van hun paleis een muzentempel, en Bryennius genoot de volle waardering van zijn schoonouders.
Na de dood van haar vader Alexios in 1118 sloot Anna zich aan bij een samenzwering die haar regerende broer moest afzetten en haar echtgenoot op de Byzantijnse keizerstroon zou brengen. De staatsgreep mislukte echter, doordat haar echtgenoot er op het laatste moment de brui aan gaf. Keizer Johannes toonde zich vergevingsgezind, en de doodstraf bleef Anna bespaard, maar zij trok zich, samen met haar moeder, keizerin Irene, terug in een klooster dat door deze laatste was gesticht: het (nu verdwenen) Theotokos Kecharitomene (d.i. de Moeder-Gods-vol-van-Genade) te Constantinopel. Anna was zelf ontroostbaar na de dood van haar vader, maar toch probeerde zij steeds voor haar moeder een steun en toeverlaat te blijven. Troost vond zij in de filosofie en de letteren, en haar kloostercel werd een soort studiecentrum waar geleerden zich onder haar inspirerende leiding bezighielden met de werken van Heraclitus, Democritus, Plato, Aristoteles, Euclides, Ptolemaeus en andere grote namen uit het verleden, in zoverre hun gedachtegoed niet in de ban was gedaan door de wetten van de Kerk. Daar begon zij ook te schrijven aan haar boek Alexiade, dat als een van de belangrijkste historische bronnen over de periode van het herstel der Comneni beschouwd wordt. Het boek werd voltooid rond 1148 en beschrijft haar vaders carrière en regering, van 1069 tot zijn dood in 1118.
Anna Comnena overleed in het klooster in 1153. Zij had als keizerin geschiedenis willen maken, maar toen dat niet lukte, is zij geschiedenis gaan schrijven.

## Werk

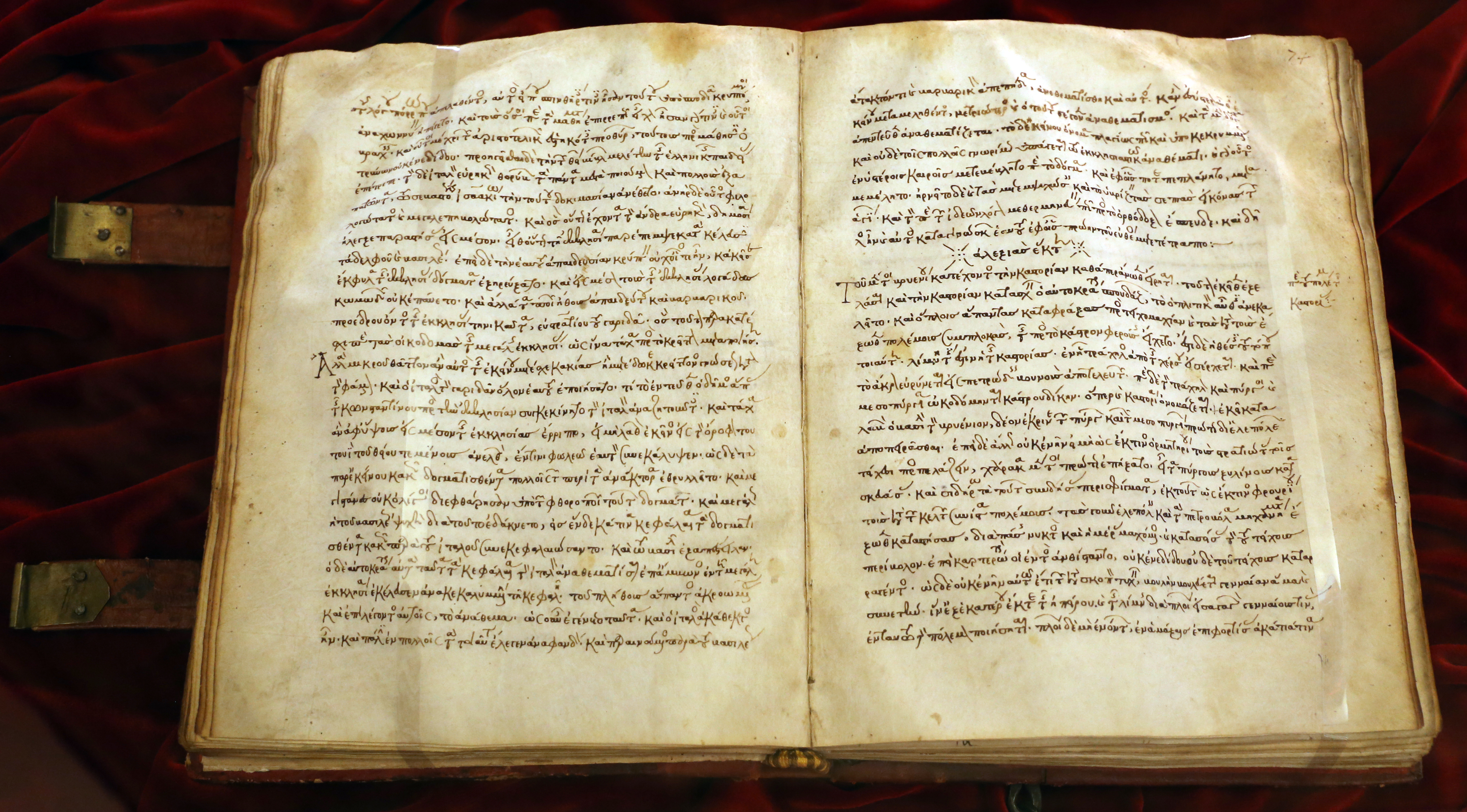
Alexiade
(12e eeuw), Laurenziana

Kenners beschouwen de Alexiade (Grieks Αλεξιάς) als een van de best geschreven boeken van de Middeleeuwen. Anna's werk is een waardevol getuigenis, omdat zij niet alleen persoonlijk betrokken was bij de gebeurtenissen die zij beschrijft, maar ook kon beschikken over diplomatieke correspondentie, militaire rapporten en andere documenten uit het keizerlijk archief. Het boek geeft blijk van een scherp inzicht in de politieke en militaire verwikkelingen die de jaren rond 1100 tot een keerpunt in de Byzantijnse geschiedenis hebben gemaakt. Anna streeft naar een klassiek Attisch woordgebruik, maar haar zinsconstructies en haar stijl verraden vaak de afstand tot haar grote modellen Thucydides en Polybios die zij wenst na te volgen.

 Naast een grondige afkeer voor haar broer toont de schrijfster van de Alexiade een duidelijk misprijzen voor de West-Europese kruisvaarders, die zij beschouwt als een zootje ongemanierde barbaren die zij ervan verdenkt meer oog te hebben voor de rijkdommen van Constantinopel dan voor de bevrijding van Jeruzalem. Het verhaal is dan ook een waardevolle aanvulling op de westerse geschiedschrijving uit die periode, waarin de kruisvaarders als idealistische helden, en de Byzantijnen als decadent en onbetrouwbaar worden afgeschilderd.

## Bron
- Anna Komnene. Het Verhaal van Alexios", vertaald en ingeleid door M.A. Wes (Uitgeverij Voltaire, 's Hertogenbosch, ISBN 90-5848-027-5).